# Цифрова нестабільність

Сайт Верховної ради 29.03.2002 року

Цифрова нестабільність (англ. digital instability) — це характеристика цифрових продуктів, яка полягає у їхніх постійних змінах та загрозі потенційного зникнення. Цифрові технології сприяють постійним трансформаціям та редагуванню електронних видань (сайти, додатки), що можуть поступово, але відчутно змінити контент та дизайн проєкту за короткий час.
Цифрова нестабільність становить серйозну проблему для дослідження дизайну інтерфейсів. В науці це може призвести до втрати предмета дослідження ще до завершення наукової роботи. Наприклад, дискові журнали, що розповсюджувалися на дисках для окремих моделей комп’ютерів, зникли разом із самими комп’ютерами та носіями. На сьогодні про ці видання відомо лише зі спогадів їхніх читачів та редакторів.
Pew Research Center дослідив проблему зникнення цифрових видань з інтернету. За його даними, станом на 2024 рік 38 % вебсторінок, створених у 2013 році, стали недоступними. Це свідчить про значні втрати онлайн-ресурсів, які зачепили майже третину інтернет-контенту. У висновках дослідження наголошується на нестабільності цифрової інформації та труднощах її збереження з плином часу. Для позначення цього явища дослідники ввели новий термін — «цифрове розкладання» (англ. «digital decay»).
Зникнення інтернет-ресурсів також називають «гниттям посилань» (англ. «link rot») або «гниттям бітів» (англ. «bit rot»). Це явище особливо помітне у застарілих форматах файлів та електронних виданнях на дисках. Основні причини — фізичне старіння носіїв, застаріле програмне забезпечення, зміна форматів і зношення магнітних даних. Дослідники пропонують встановити юридичні механізми для доступу до застарілих пропрієтарних форматів.

## Способи вирішення проблеми

### Архівування цифрових інтерфейсів
Одним з головних шляхів боротьби з цифровою нестабільністю є архівування інтерфейсів у їх первісному вигляді.
Станом на 20 вересня 2024 року функціонує проєкт Wayback Machine (https://web.archive.org), який займається архівуванням інтернету. Запущений у 2001 році, до грудня 2014 року він зберіг 435 мільярдів вебсторінок, серед яких найдавніші датуються 1996 роком.
Також застосовують такі види архівування:
- збереження макетів у стабільних форматах, таких як PDF;
- створення скріншотів чи запису відео з взаємодії користувачів з інтерфейсом;
- чітке фіксування дати та версії інтерфейсу у дослідженнях.

Така практика дозволяє забезпечити можливість подальшої перевірки результатів дослідження та допомагає майбутнім дослідникам порівнювати стан системи на момент аналізу з її теперішнім станом.